# Pim Island
Pim Island är en ö i Kanada.   Den ligger i territoriet Nunavut, i den nordöstra delen av landet, 3 700 km norr om huvudstaden Ottawa. Arean är 82 kvadratkilometer.
Terrängen på Pim Island är lite kuperad. Öns högsta punkt är 568 meter över havet. Den sträcker sig 11,5 kilometer i nord-sydlig riktning, och 12,8 kilometer i öst-västlig riktning.